# Hobbs, Novi Meksiko
Hobbs je sjedište okruga Lea u američkoj saveznoj državi Novom Meksiku. Prema popisu stanovništva SAD-a 2010. imao je 34.122 stanovnika, što je porast u odnosu na 28.657 stanovnika koliko je bilo na popisu 2000. godine. Deveti je po veličini grad u Novom Meksiku.
Glavno je naselje područja Hobbsa, koji obuhvaća cijeli okrug Leu.
U blizini Hobbsa nalazila se istoimena zračna luka koju je u Drugom svjetskom ratu koristilo Ratno zrakoplovstvo SAD-a.

## Demografija
U Hobbsu je 2011. živjelo 33.405 osoba u 10.040 kućanstava i 7.369 obitelji koje su boravile u gradu. Gustoća naseljenosti iznosila je 584,5 stanovnika po km2. Bilo je 11.968 stambenih jednica prosječne gustoće 244,1 po četvornom kilometru. Rasni sastav bio je: 63,52% bijelaca, 6,79% afroamerikanaca, 1,07% Indijanaca, 0,43% Azijci, 0,04% tihooceanski otočani, 24,42% pripadnici su ostalih rasa, 3,73% dviju ili više rasa. Od svih navedenih, Latinoamerikanci čine 42,18% stanovnika.

## Poznati stanovnici
- Timmy Smith, igrač američkog nogometa (Washington Redskins)
- Colt McCoy, igrač američkog nogometa (Washington Redskins)
- Ryan Bingham, country kantautor
- Ralph Tasker, košarkaški trener
- Tony Benford, košarkaški trener
- Jeff Taylor, bivši igrač u NBA
- Jeffery Taylor, igrač u NBA

## Znamenitosti
- Sjedište Američkog udruženja zrakoplovnog jedriličarstva (Soaring Society of America).
- Trkalište Zia Park na kojem se održavaju konjske trke.

## Unutarnje poveznice
- Vidi Popis gradova SAD-a

## Vanjske poveznice
- Službena stranica